# 101. Infanterie-Division (Deutsches Kaiserreich)
Die 101. Infanterie-Division war ein Großverband der Preußischen Armee im Ersten Weltkrieg.

## Geschichte
Die Division wurde am 9. Mai 1915 an der Ostfront zusammengestellt und dann dort sowie im Herbst 1915 im Serbienfeldzug eingesetzt. 1916 bis Anfang 1918 war der Verband an der Salonikifront und der rumänischen Front. Seit dem 14. Juli 1917 waren die Truppen der Division selbständig, so dass der Großverband als solcher verschwand und nur noch als Divisions-Stab z. b. V. Nr. 101 geführt wurde. Dieser wurde schließlich am 6. Februar 1918 aufgelöst.

### Gefechtskalender

#### 1915
- 12. bis 24. Mai – Reserve Oberost
- 24. Mai bis 18. Juni – Erster Aufmarsch an der serbischen Grenze bei der k.u.k. Armeegruppe Terzstyansky
- 22. bis 24. Juni – Übergang bei Cwitowa
- 23. bis 27. Juni – Übergang über den Dnjestr
  - 25. Juni – Einnahme von Kozara und Wierbowiec
- 26. bis 27. Juni – Kämpfe um Bukaczowce-Poswierz-Cerniow
- 27. bis 29. Juni – Schlacht an der Gnila Lipa bei Kunicze-Obelnica-Koniuszki
- 30. Juni bis 6. Juli – Verfolgung zwischen Gnila Lipa und Zlota Lipa
- 07. bis 16. Juli – Verfolgungskämpfe an der galizisch-polnischen Grenze
- 16. bis 18. Juli – Durchbruchsschlacht von Krasnystaw
- 19. bis 28. Juli – Kämpfe im Anschluss an die Durchbruchsschlacht von Krasnystaw
- 29. bis 30. Juli – Durchbruchsschlacht von Biskupice
- 31. Juli bis 19. August – Verfolgungskämpfe von Wieprz bis zum Bug
- 19. bis 25. August – Verfolgungskämpfe zwischen Bug und Jasiolda
- 04. September bis 6. Oktober – Zweiter Aufmarsch an der serbischen Nordgrenze
- 06. Oktober bis 28. November – Feldzug in Serbien
- ab 1. Dezember – Aufmarsch an der griechischen Grenze

#### 1916
- bis 3. März – Aufmarsch an der griechischen Grenze
- ab 4. März – Stellungskämpfe an der griechischen Grenze

#### 1917
- bis 30. Juni – Stellungskämpfe an der griechischen Grenze
- 24. Juni bis 14. September – Stellungskämpfe zwischen Ohridsee und Dudica
- 19. September bis 27. Oktober – Stellungskämpfe zwischen Oberlauf des Skumba und Dudica
- 27. Oktober bis 9. Dezember – Stellungskrieg am Sereth und Susita
- ab 10. Dezember – Waffenstillstand

#### 1918
- bis 24. Januar – Waffenstillstand

### Kriegsgliederung vom 15. Mai 1915
- 201. Infanterie-Brigade
  - 8. Ostpreußisches Infanterie-Regiment Nr. 45
  - Infanterie-Regiment „Freiherr Hiller von Gaertringen“ (4. Posensches) Nr. 59
  - 1. Masurisches Infanterie-Regiment Nr. 146
  - 1. Eskadron/Dragoner-Regiment „König Albert von Sachsen“ (Ostpreußisches) Nr. 10
  - 2. Eskadron/Dragoner-Regiment „von Wedel“ (Pommersches) Nr. 11
  - Feldartillerie-Regiment Nr. 201
  - Pionier-Kompanie Nr. 201

## Kommandeure
| Dienstgrad      | Name                | Datum                               |
| --------------- | ------------------- | ----------------------------------- |
| Generalleutnant | Rudolf Reiser       | 09. Mai bis 16. September 1915      |
| Generalleutnant | Richard von Kraewel | 17. September bis 18. November 1915 |
| Generalmajor    | Adolf von der Esch  | 19. November 1915 bis 22. Mai 1917  |
| Generalleutnant | Theodor Mengelbier  | 23. Mai 1917 bis 6. Februar 1918    |